# Baldo (riso)
Il Baldo è una  cultivar di riso superfino italiano introdotta nel 1977, derivato dall'incrocio dell'Arborio con Stirpe 136 e coltivato prevalentemente nel Vercellese, Novarese e Pavese. Il responsabile del mantenimento della purezza è l'Ente Nazionale Risi.

## Caratteristiche[2]
Nonostante sia coltivato da decenni e non sia particolarmente conosciuto, negli ultimi anni è tornato alla ribalta per le sue qualità e al suo forte sapore.

### Cariosside
Lunghezza: 6,9
Rapporto lunghezza/larghezza: 2,3
Colore pericarpo: bianco
Classificazione UE: lungo A

### Caratteri merceologici
Perlatura: cristallino
Aroma: non aromatico
Endosperma: tipo non glutinoso
Amilosio: basso (16.76 % ss) – Consistenza 0.67 kg/cm² – Collosità 3.56 g x cm
Il Baldo è caratterizzato da un'ottima capacità di assorbire i condimenti rilasciando amido durante la cottura, proprio per questo è consigliato per la maggior parte dei risotti che di conseguenza risulteranno cremosi e amalgamati.
Come accade anche per altre note varietà di riso commercializzate in Italia (Carnaroli, Arborio, Rosa Marchetti), a causa della legge n. 325 del 18 marzo 1958 (e successivi aggiornamenti) sotto il nome Baldo possono essere commercializzate anche altre varietà appartenenti alla stessa classe merceologica (ad esempio varietà Galileo). I criteri di classificazione infatti rispondono a logiche legate alla forma merceologica e non alla sostanza (per evidenti ragioni di mercato industriale). Risulta quindi non facile poter ottenere una confezione di riso Baldo realmente contenente tale varietà e non altre surrogate.